# 버지니아 반도

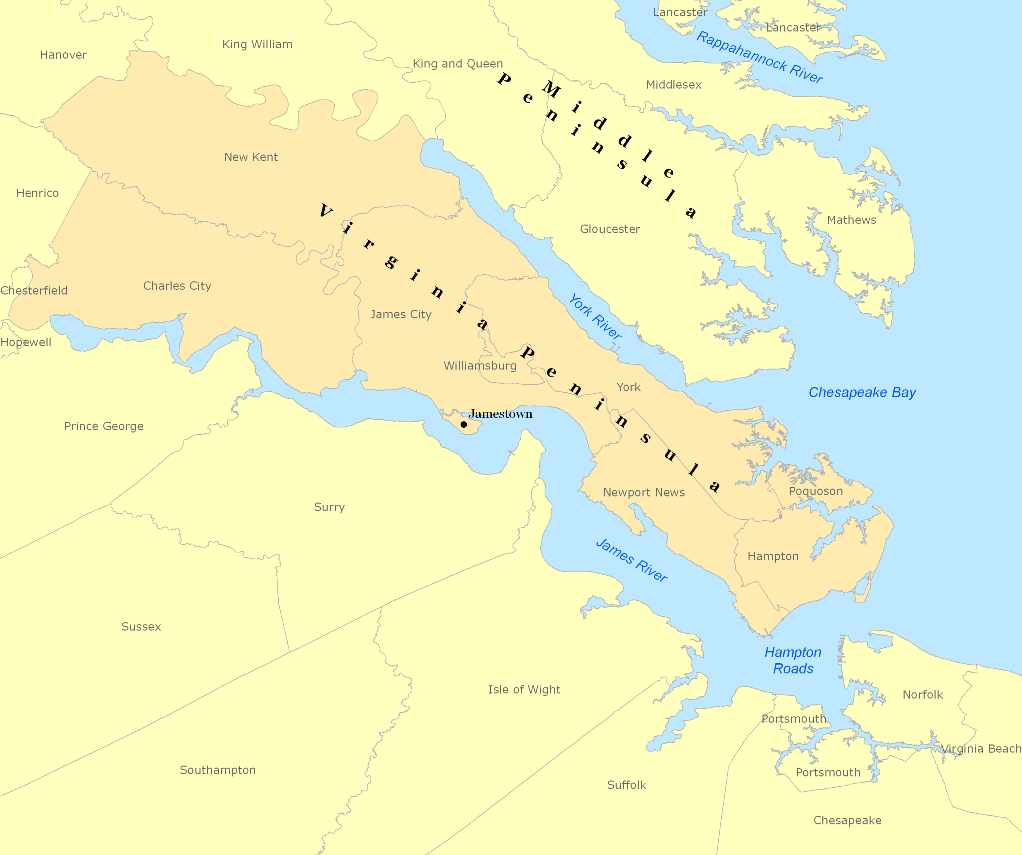
버지니아 만이 오렌지 색으로 반전되어 있다.

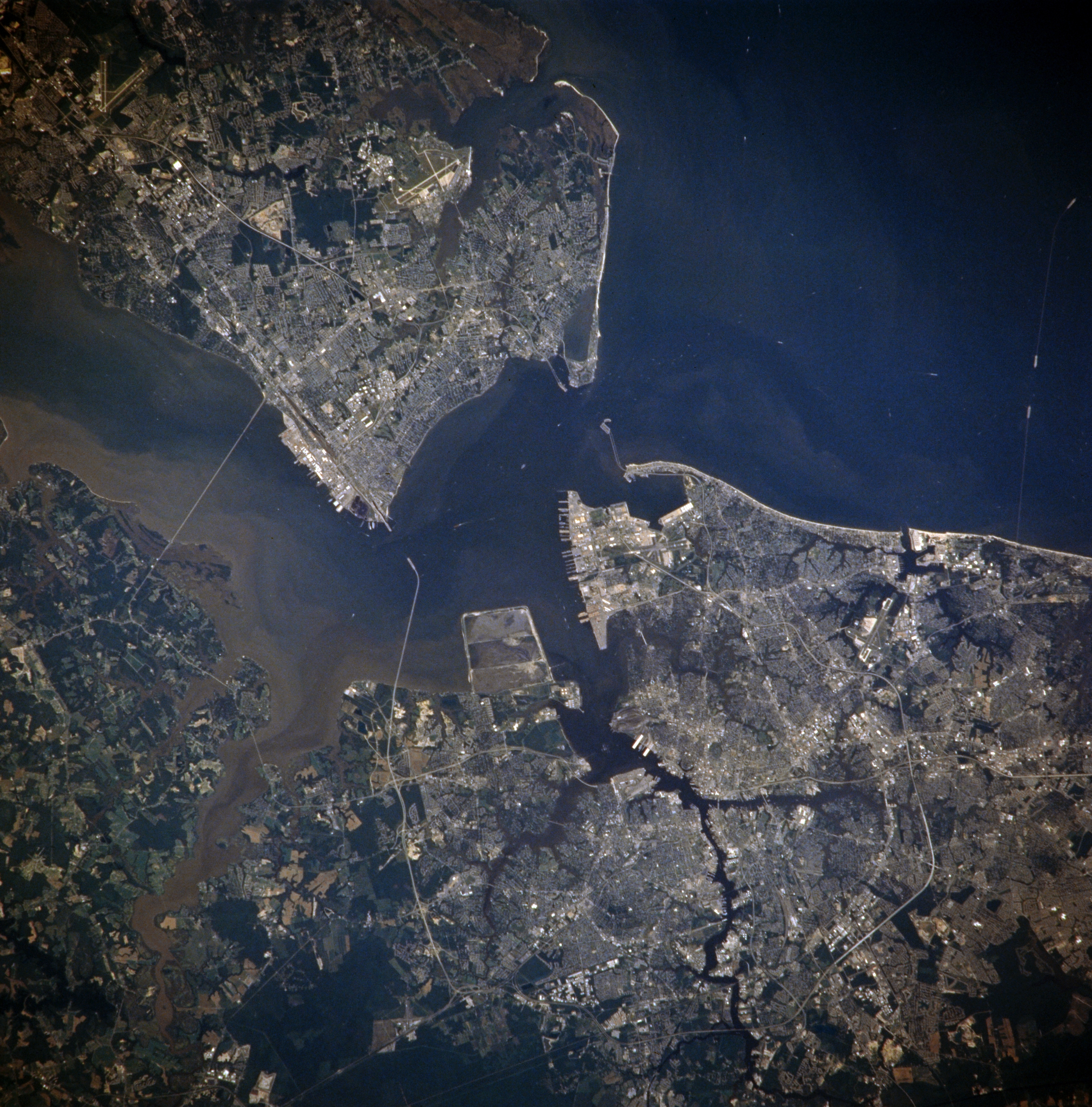
1996년 위성 사진은 햄턴 로즈, 버지니아 반도의 남동쪽 저지대를 보여주고 있다.

버지니아 반도(Virginia Peninsula)는 미국 버지니아주 남동부에 위치한 반도이다. 요크 강, 제임스 강, 햄프턴 로즈와 체사피크 만에 의해 경계를 이룬다. 종종 다른 북부의 2개의 반도인 미들 반도(Middle Peninsula )와 노스 넥(Northern Neck)과 구별하기 위해 ‘서던 넥’(Southern Neck)으로 부르기도 한다.
햄프턴 로즈와는 같은 이름의 수역을 둘러싸는 육지의 대도시권이기도 있다. 햄프턴 로즈의 땅은 예부터 두 지역으로 나뉘어 있으며, 북쪽으로는 버지니아 반도 아니면 그냥 반도, 남쪽은 사우스 햄튼 로즈라고 한다. (현지에서는 사우스 햄튼 로즈가 단순히 ‘사우스’라고 하지만, 버지니아 내륙 중남부의 다른 지역인 사우스 버지니아와 혼동해서는 안 된다.) 극히 최근 이 대도시로는 버지니아 반도의 요크 강을 건너 건너 편의 미들 반도 남단 2개의 군 중 하나를 포함하도록 확장되었다.
지리적으로 북쪽 지역은 찰스 시티 군과 뉴켄트 군이 있는 기준으로는 버지니아 반도의 일부가 되고 있다. 그러나 현대에서는 이 두 군이 리치몬드 피터스버그 지역의 일부로 간주되는 것이 보통이다. 버지니아 반도의 나머지 지역은 모두 버지니아 비치 - 노퍽 - 뉴 포트 뉴스 도시권역에 들어가 총 인구는 약 160만 명이다. 햄튼 로즈 도시권은 미국 남동부에서 4번째로 큰 대도시이며 워싱턴 DC와 조지아주 애틀랜타의 사이에서 가장 규모가 크다.

## 같이 보기
- 모니터와 메리맥 해전
- 윌리엄 & 메리 칼리지

## 참고 자료
- Quarstein, John V. (1997), 《The Civil War on the Virginia Peninsula》, Arcadia Publishing, ISBN 978-0-7385-4438-0
- Quarstein, John V. (1999), 《World War I on the Virginia Peninsula》, Arcadia Publishing, ISBN 0-7385-6886-4
- Fox Hill Historical Society (2004), 《Fox Hill on the Virginia Peninsula》, Arcadia Publishing, ISBN 0-7385-1602-3